# ArchJava
ArchJava est un langage de programmation par composant reposant sur une couche Java. Il est conçu avec l'idée de regrouper le formalisme d'un ADL (en)(c'est-à-dire la description d'une architecture logicielle de manière formelle) et l'implémentation réel du programme.

## Spécificités
Contrairement aux autres langages ADL (en), ArchJava est basé sur le même langage de programmation que l'implémentation : Java. Ce fort couplage permet de régler le problème principal qui survient dans les autres langages ADL (en), à savoir l'incapacité à assurer complètement l'obéissance des contraintes architecturales et plus particulièrement les communications entre les composants décrits dans l'architecture. Ceci est dû au fait qu'il ne sont pas décrits dans le même langage, et donc ne peuvent exprimer correctement certaines subtilités d'un langage particulier. Ils s'en remettent alors à la bonne volonté des développeurs de suivre des lignes directrices afin de respecter les communications entre les composants de l'architecture.

## Exemple d'utilisation
Ici nous avons un exemple de code en ArchJava d'un composant pour parser. Le composant Parser utilise deux ports (in et out) pour communiquer avec d'autres composants.
```
public
 
component
 
class
 
Parser
 
{

    
public
 
port
 
in
 
{

        
provides
 
void
 
setInfo
(
Token
 
symbol
,
 
SymTabEntry
 
e
);

        
requires
 
Token
 
nextToken
()
 
throws
 
ScanException
;

    
}

    
public
 
port
 
out
 
{

        
provides
 
SymTabEntry
 
getInfo
(
Token
 
t
);

        
requires
 
void
 
compile
(
AST
 
ast
);

    
}

    
void
 
parse
(
String
 
file
)
 
{

        
Token
 
tok
 
=
 
in
.
nextToken
();

        
AST
 
ast
 
=
 
parseFile
(
tok
);

        
out
.
compile
(
ast
);

    
}

    
AST
 
parseFile
(
Token
 
lookahead
)
 
{
 
...
 
}

    
void
 
setInfo
(
Token
 
t
,
 
SymTabEntry
 
e
)
 
{
 
...
 
}

    
SymTabEntry
 
getInfo
(
Token
 
t
)
 
{
 
...
 
}

    
...

}

```

Schéma d'exemple d'architecture avec ArchJava

Le composant Compiler ci-dessous contient trois sous-composants (Scanner, Parser et CodeGen). Ces composants sont connectés en séquence linéaire avec le port out connecté au port in de l'autre.
```
public
 
component
 
class
 
Compiler
 
{

    
private
 
final
 
Scanner
 
scanner
 
=
 
...;

    
private
 
final
 
Parser
 
parser
 
=
 
...;

    
private
 
final
 
CodeGen
 
codegen
 
=
 
...;

    
connect
 
scanner
.
out
,
 
parser
.
in
;

    
connect
 
parser
.
out
,
 
codegen
.
in
;

    
public
 
static
 
void
 
main
(
String
 
args
[]
)
 
{

        
new
 
Compiler
().
compile
(
args
);

    
}

    
public
 
void
 
compile
(
String
 
args
[]
)
 
{

        
// Pour chaque fichier dans args faire :

        
...
parser
.
parse
(
file
);...

    
}

}

```